# Коновалов, Юрий Семёнович

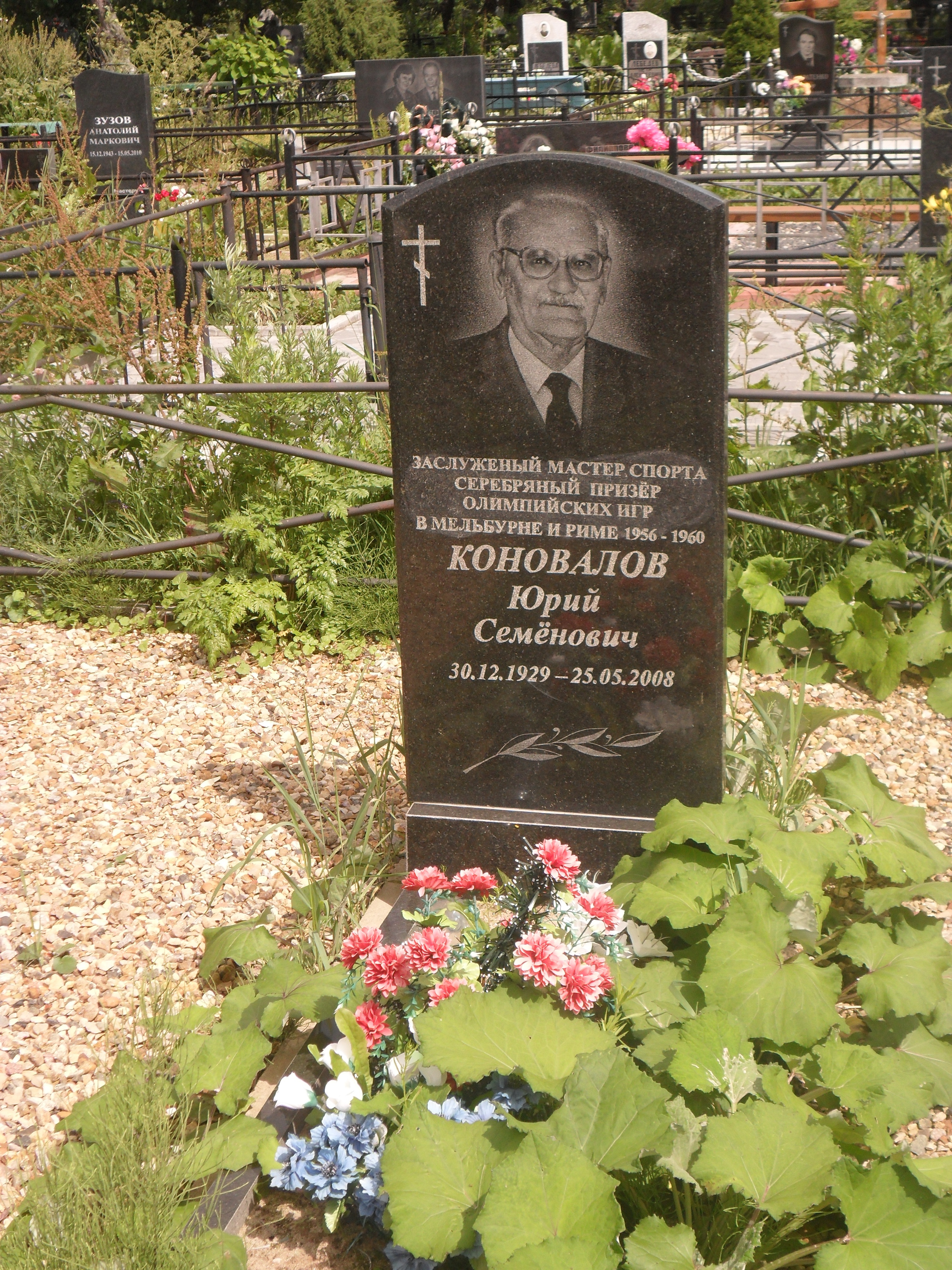
Могила Коновалова на Одинцовском кладбище Смоленска.

Ю́рий Семёнович Конова́лов (30 декабря 1929, Баку — 25 мая 2008) — советский легкоатлет, двукратный призёр Олимпийских игр. Мастер спорта СССР (1955). Заслуженный мастер спорта СССР (1957).

## Спортивная карьера
На Олимпиаде в Мельбурне в 1956 году Юрий Коновалов выиграл серебряную медаль в эстафете 4×100 метров вместе с Леонидом Бартеневым, Борисом Токаревым и Владимиром Сухаревым. В личных соревнованиях на дистанциях 100 и 200 метров Юрий Коновалов в финал не попал.
На Олимпийских играх 1960 в Риме Юрий Коновалов повторил свой успех, завоевав серебряную медаль в эстафете 4×100 метров вместе с Гусманом Косановым, Леонидом Бартеневым и Эдвином Озолиным. В личных соревнованиях на дистанциях 100 и 200 метров в финал также не попал.
Чемпион СССР 1957 года в беге на 100 метров, 1958 года на дистанции 200 м.

## Награды
- Орден «Знак Почёта» (27.04.1957) — за успехи, достигнутые в деле развития массового физкультурного движения в стране, повышения мастерства советских спортсменов, и успешное выступление на международных соревнованиях
- Медаль «За трудовое отличие» (16.09.1960) — за успешные выступления в XVII летних и VIII зимних Олимпийских играх 1960 года, а также за выдающиеся спортивные достижения[4]